# شادباد علیا
شادباد علیا یکی از روستاهای استان آذربایجان شرقی است که در دهستان مهران رود رود بخش باسمنج شهرستان تبریز واقع شده‌است. این روستا ۳۰۰۰ نفر جمعیت دارد.

## موقعیت
تبریز جاده باسمنج بالاتر از شهرک خاوران روستای شادباد علیا

## ویژگی‌ها
این روستا از باغات پر محصول، چشمه‌های پرآب و طبیعت بکر و دست نخورده‌ای برخوردار است.
بیشتر اهالی این روستا به دامداری کشاورزی و مشاغل صنعتی و اداری مشغول هستند. قطران تبریزی شاعر نامدار قرن پنجم هجری از مشاهیر این روستا می‌باشد.این روستا بیش از ۹ قرن قدمت دارد و دارای آثار تاریخی تبریز هستد.
این روستا را با نام شالوارجیق میشناسند.